# L'Homme mouche
L'Homme mouche je francouzský němý film z roku 1902. Režisérem je Georges Méliès (1861–1938). Film trvá zhruba dvě minuty a jedná se o jeden z prvních ručně kolorovaných filmů v historii kinematografie.

## Děj
Film zachycuje ruského kozáka, jak za doprovodu tleskajících žen tančí a svévolně se pohybuje po zdech paláce.